# 中澤綠
中澤綠（10月31日—）是日本的女性聲優。目前沒有隸屬的事務所，以前屬Production baobab。Baobab學園（現視覺空間俳優養成所）第5期畢業。神奈川縣出身。

## 演出作品

### 電視動畫
- 飛天少女豬（嵐山的母親、老奶奶）
- 動畫秘密花園（娜塔莉、女孩）
- 給哥哥的一封信（學生B）
- 機動警察（女子）
- 向雲一樣像風一樣
- 蠟筆小新（雞眼阿銀（第一代）、窗口的女子、小女孩B）
- 城市獵人2（舞者們）
- 快樂巧虎島（小鳥嗶嗶、導覽船、TV的開關、袋鼠母親、小孩子C）
- 森林大帝(新)（母豹）
- 快樂的慕敏一家（龐克、小孩子A、小孩子C）
- 鴨子向前衝
- 哆啦A夢（小咪（第4代）、女孩子、男孩子的媽媽、少年B、捕手、螞蟻C、杉田同學、本山、其他）
- 忍者亂太郎（二年級B）
- 夢幻遊戲（箕宿、大杉鈴乃）
- 暖暖日記（波斯同學）
- 媽媽是小學四年生（下坂村的男孩子）
- 不要問我這是什麼東西（未來的母親）
- 奇蹟女孩（對手的投手）
- 重裝甲少女組（星狼組）
- 亂馬½ 熱鬥篇（女子A、選手）

### 劇場版動畫
- 大雄的發條都市冒險記（子供）
- 哆啦美與阿拉拉·少年山賊團（女傭們）

### OVA
- 無責任艦長（女性）

### 遊戲
- 星海遊俠2 Second Evolution
- 鬧鬼的賭場（潘蜜拉·尤尼蒂、辛蒂·梅洛）
- 妖獸戰記A.D.2048 真·說·序·章（美紗）

### 外語配音
- 家有阿福（錄影帶的女子）
- 雙面諜（愛許莉（黛娜·史派克斯））
- 捍衛機密
- 金剛戰士（蠍子女（河合亞美/溫蒂·李（聲音））（第一代）、小學生）
- 沉默的羔羊（凱薩琳·馬丁（布露克·史密斯））※朝日電視台版
- 轟天炮

### 連續劇CD
- 下課後的湯姆·索耶（上泉櫻子）
- U·BUU·BU（少年A）